# Список пресмыкающихся Швейцарии
Список пресмыкающихся Швейцарии
На территории Швейцарии представлено 16 видов пресмыкающихся: один вид черепах, 7 вида ящериц и 8 видов змей.

## Черепахи(Testudines)
- Американские пресноводные черепахи (Emydidae)
  - Болотные черепахи (Emys)
    - Болотная черепаха (Emys orbicularis)

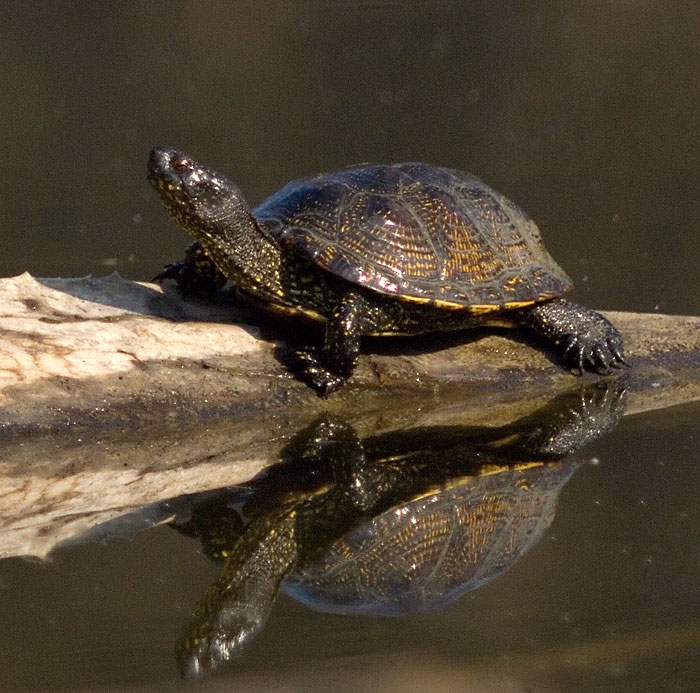
Болотная черепаха

## Ящерицы(Sauria)
- Веретенициевые (Anguidae)
  - Веретеницы (Anguis)
    - Ломкая веретеница (Anguis fragilis)
- Настоящие ящерицы (Lacertidae)
  - Зелёные ящерицы (Lacerta)
    - Прыткая ящерица (Lacerta agilis)
    - Lacerta bilineata (ранее вид рассматривался в составе Lacerta viridis)
    - Зелёная ящерица (Lacerta viridis)

  - Стенные ящерицы (Podarcis)
    - Стенная ящерица (Podarcis muralis)
    - Руинная, или итальянская, ящерица (Podarcis siculus, Podarcis sicula)

  - Лесные ящерицы (Zootoca)
    - Живородящая ящерица (Zootoca vivipara)

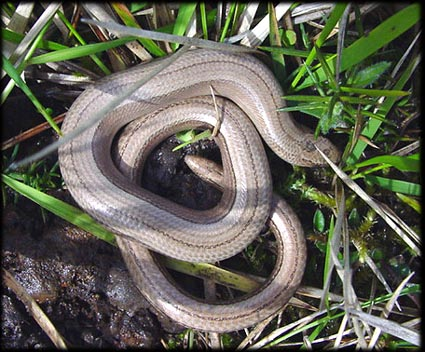
Веретеница ломкая
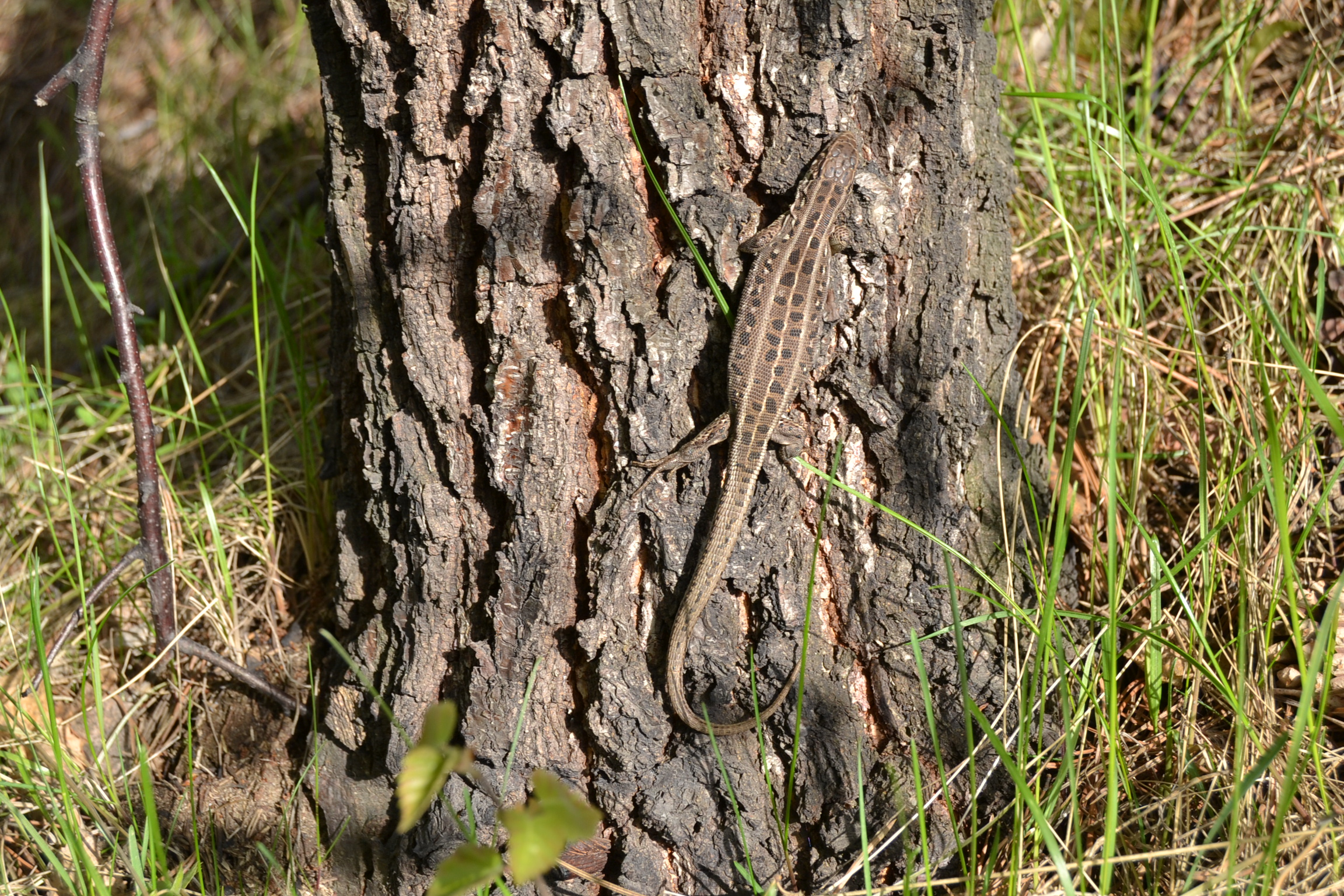
Прыткая ящерица
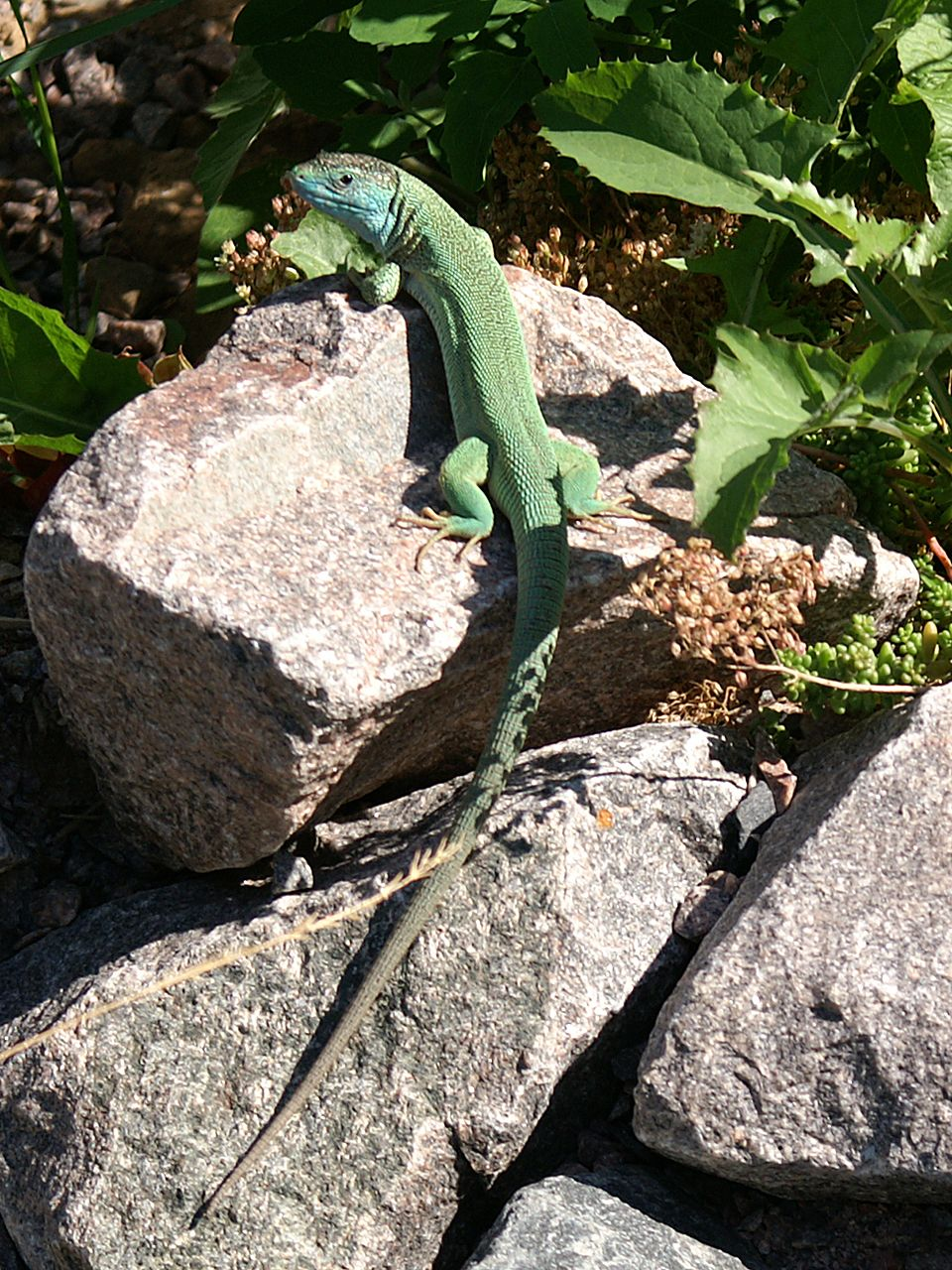
Lacerta bilineata
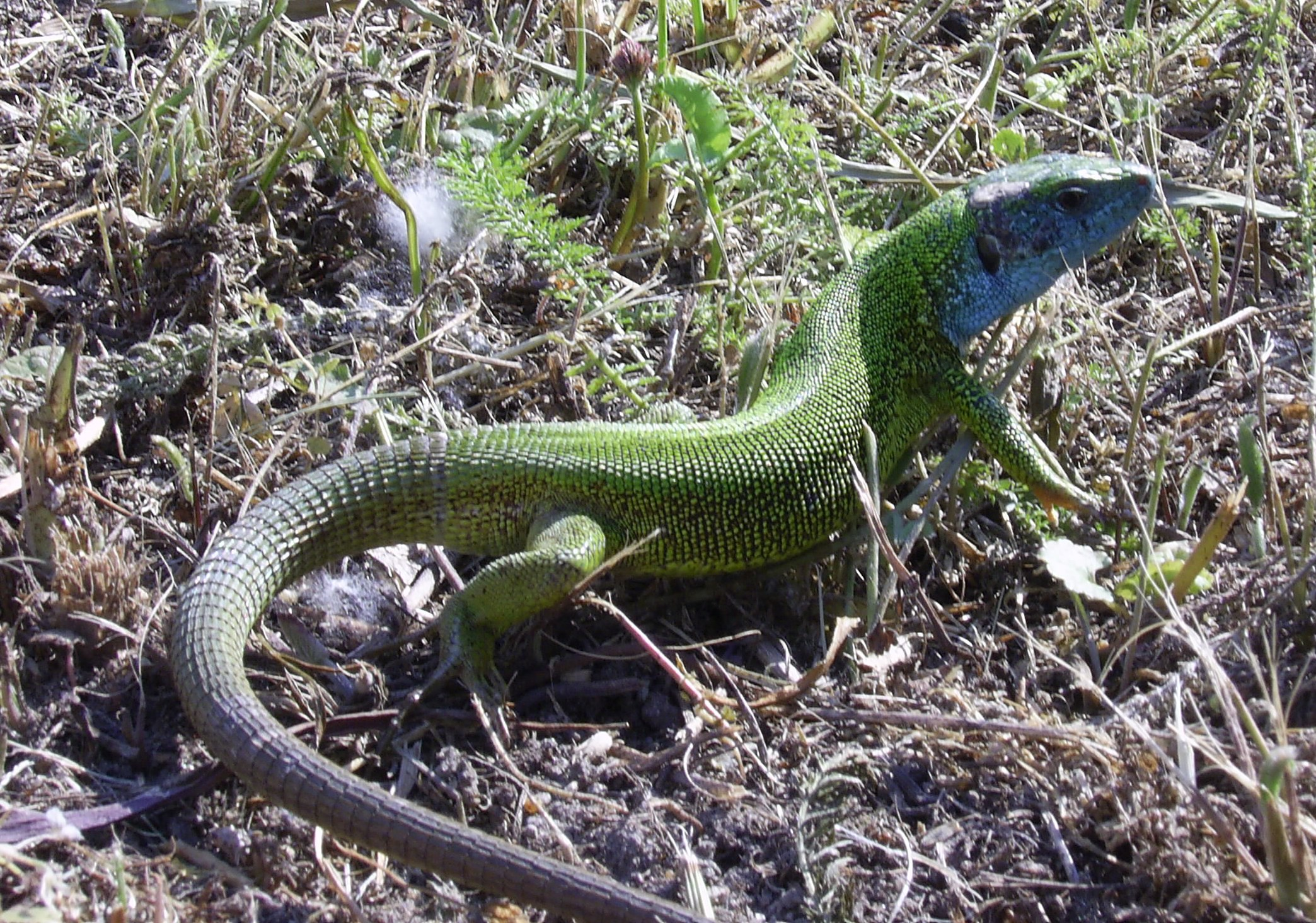
Зелёная ящерица
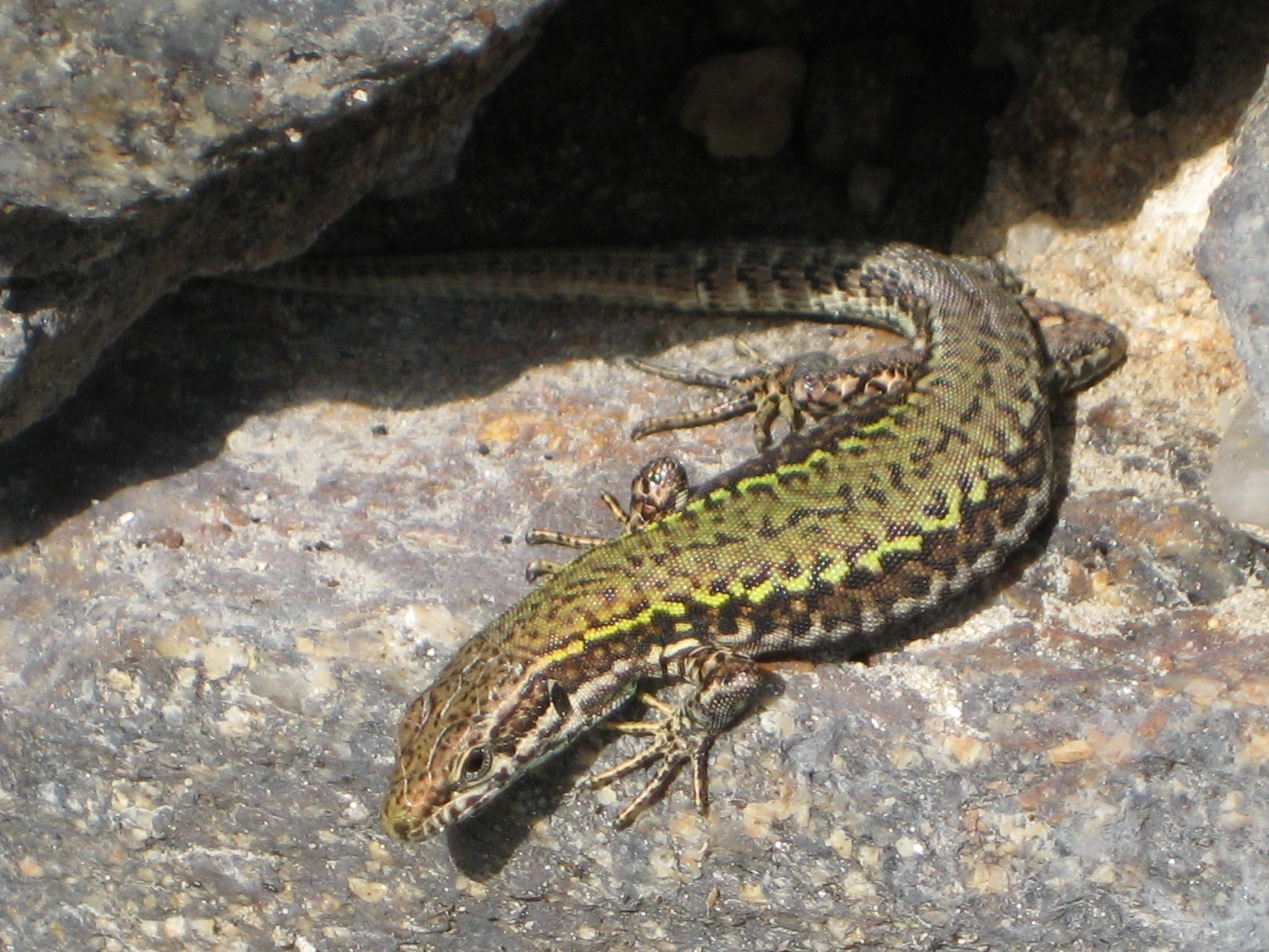
Стенная ящерица
Руинная ящерица
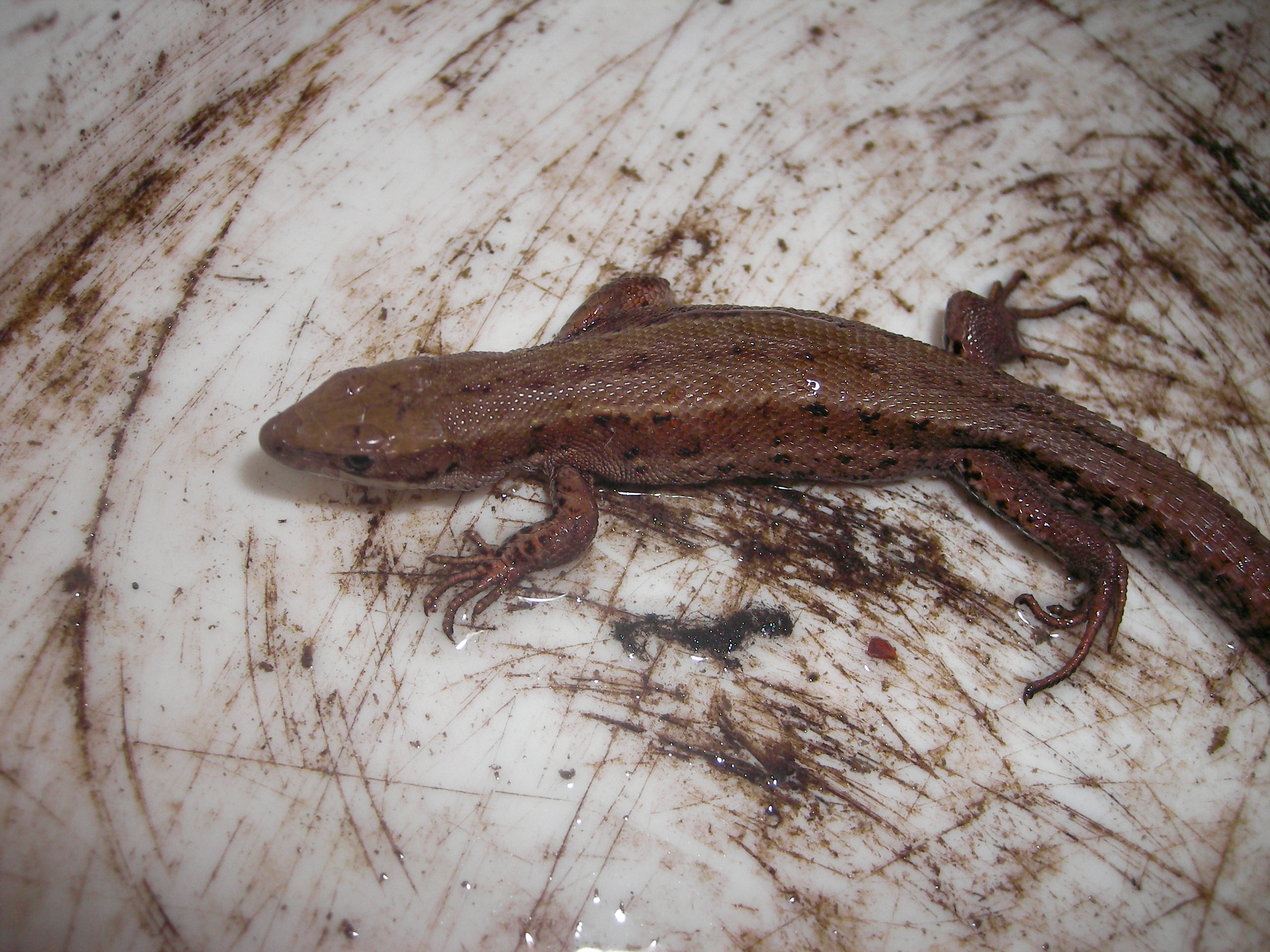
Живородящая ящерица

## Змеи(Serpentes)
- Ужеобразные (Colubridae)
  - Медянки (Coronella)
    - Обыкновенная медянка (Coronella austriaca)

  - Гиерофисы (Hierophis)
    - Жёлто-зелёный полоз (Hierophis viridiflavus, Coluber viridiflavus)

  - Zamenis
    - Эскулапов полоз (Zamenis longissimus, Elaphe longissima)

  - Настоящие ужи (Natrix)
    - Гадюковый уж (Natrix maura)
    - Обыкновенный уж (Natrix natrix)
    - Водяной уж (Natrix tessellata)
- Гадюковые змеи (Viperidae)
  - Гадюки (Vipera)
    - Обыкновенная гадюка (Vipera berus)
    - Асписовая гадюка (Vipera aspis)

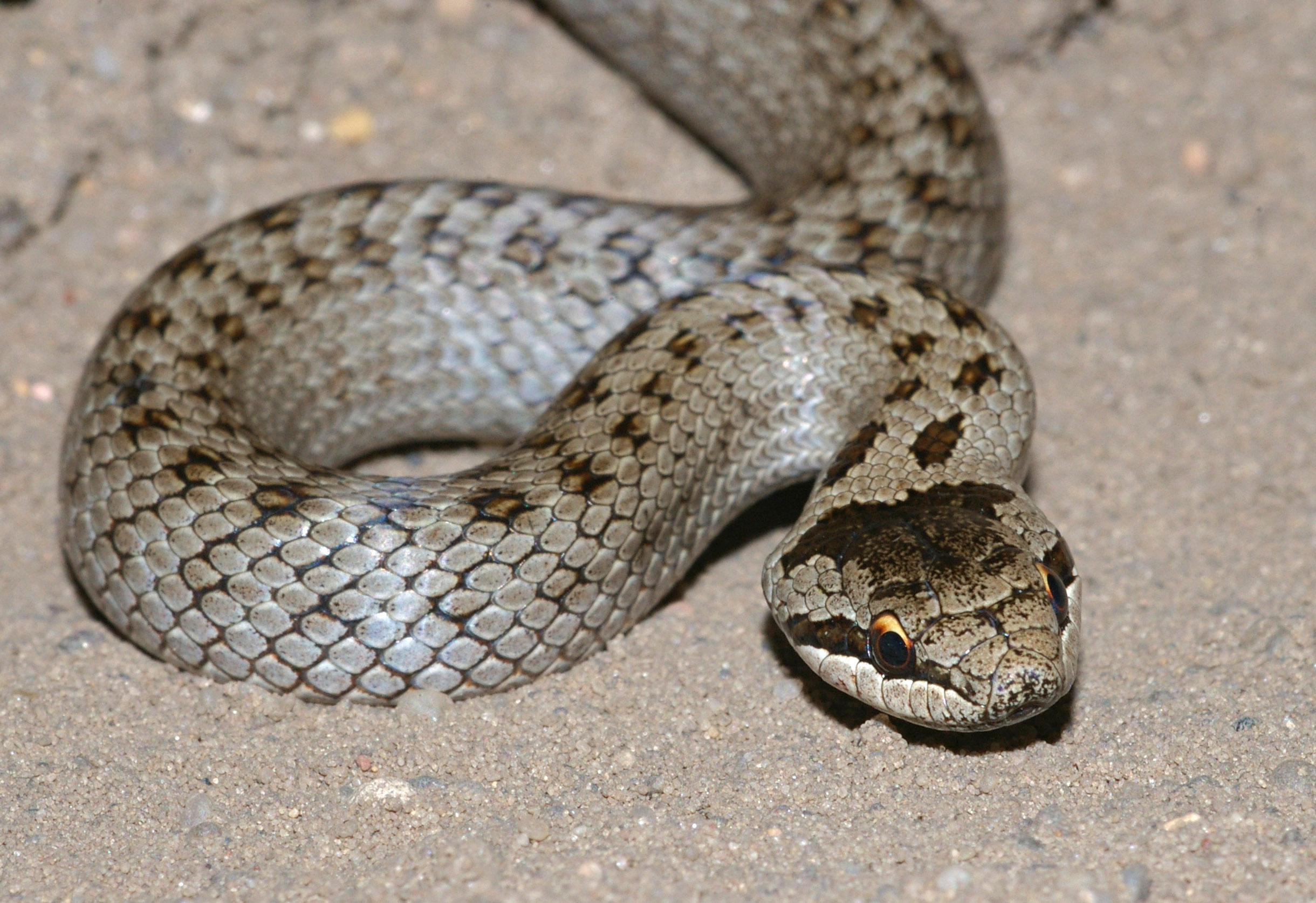
Обыкновенная медянка
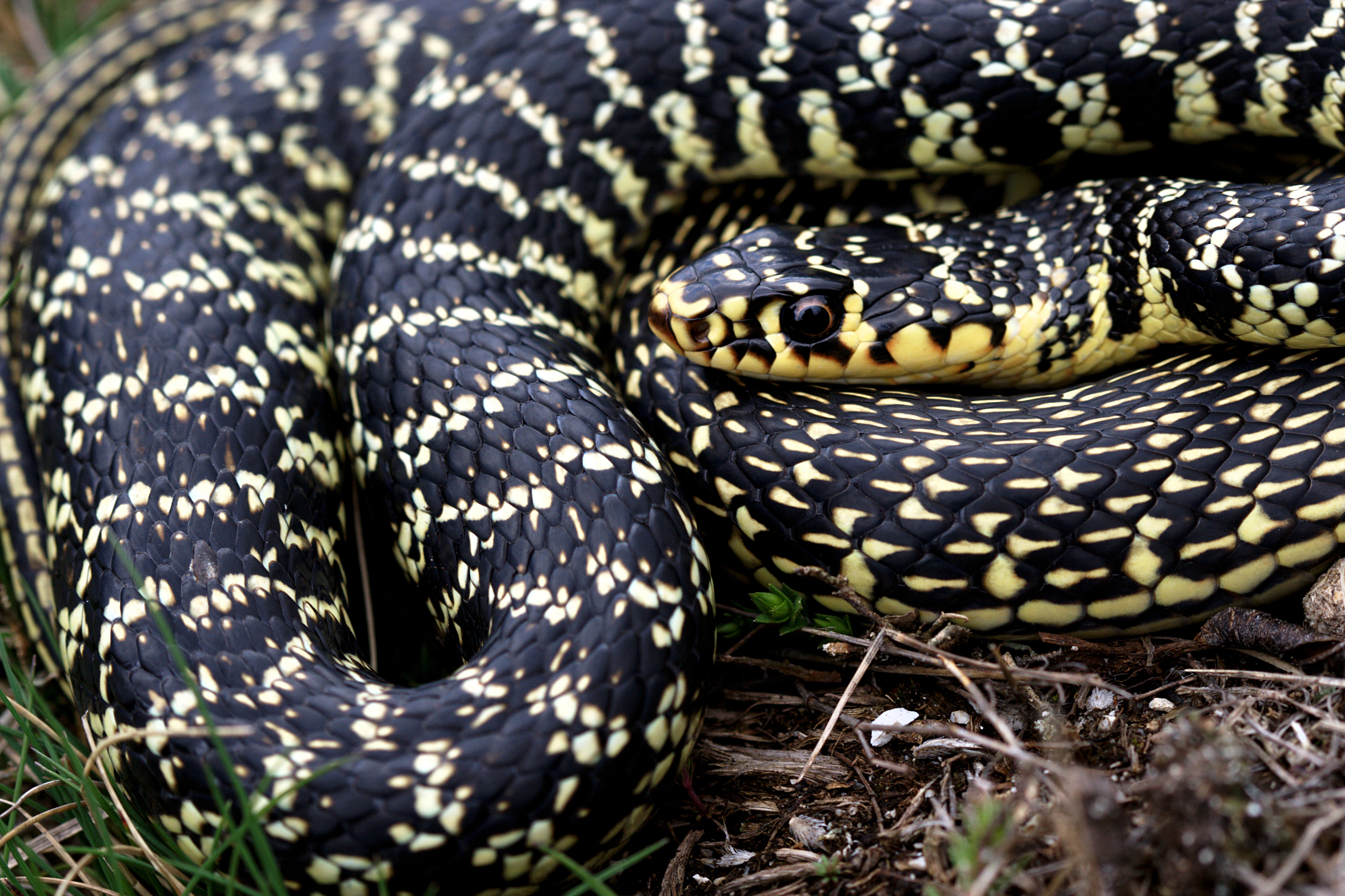
Жёлто-зелёный полоз
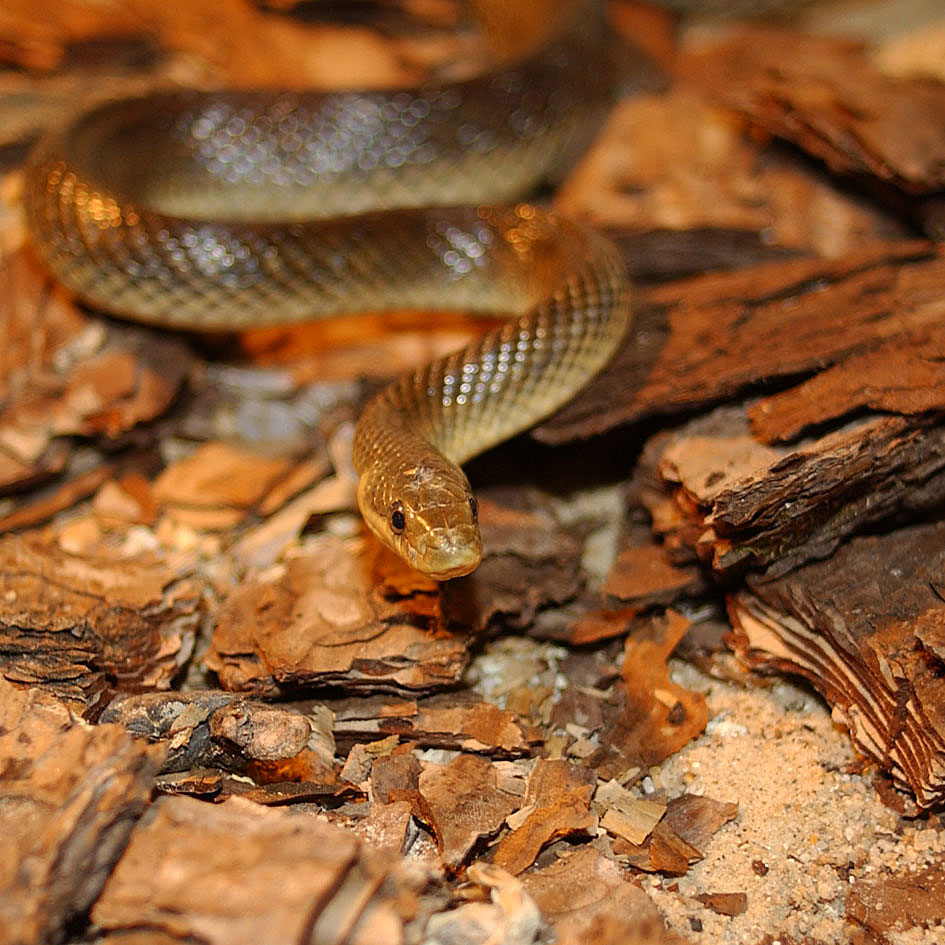
Эскулапов полоз
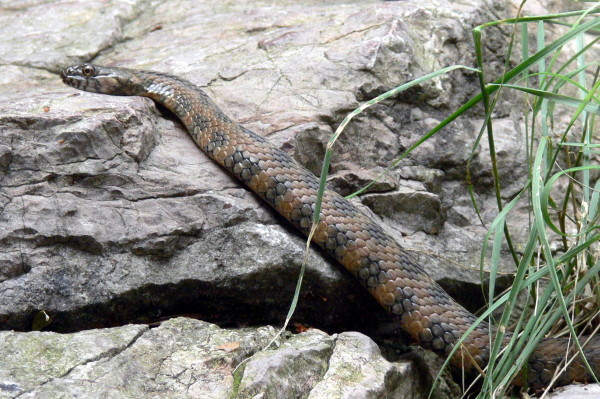
Гадюковый уж
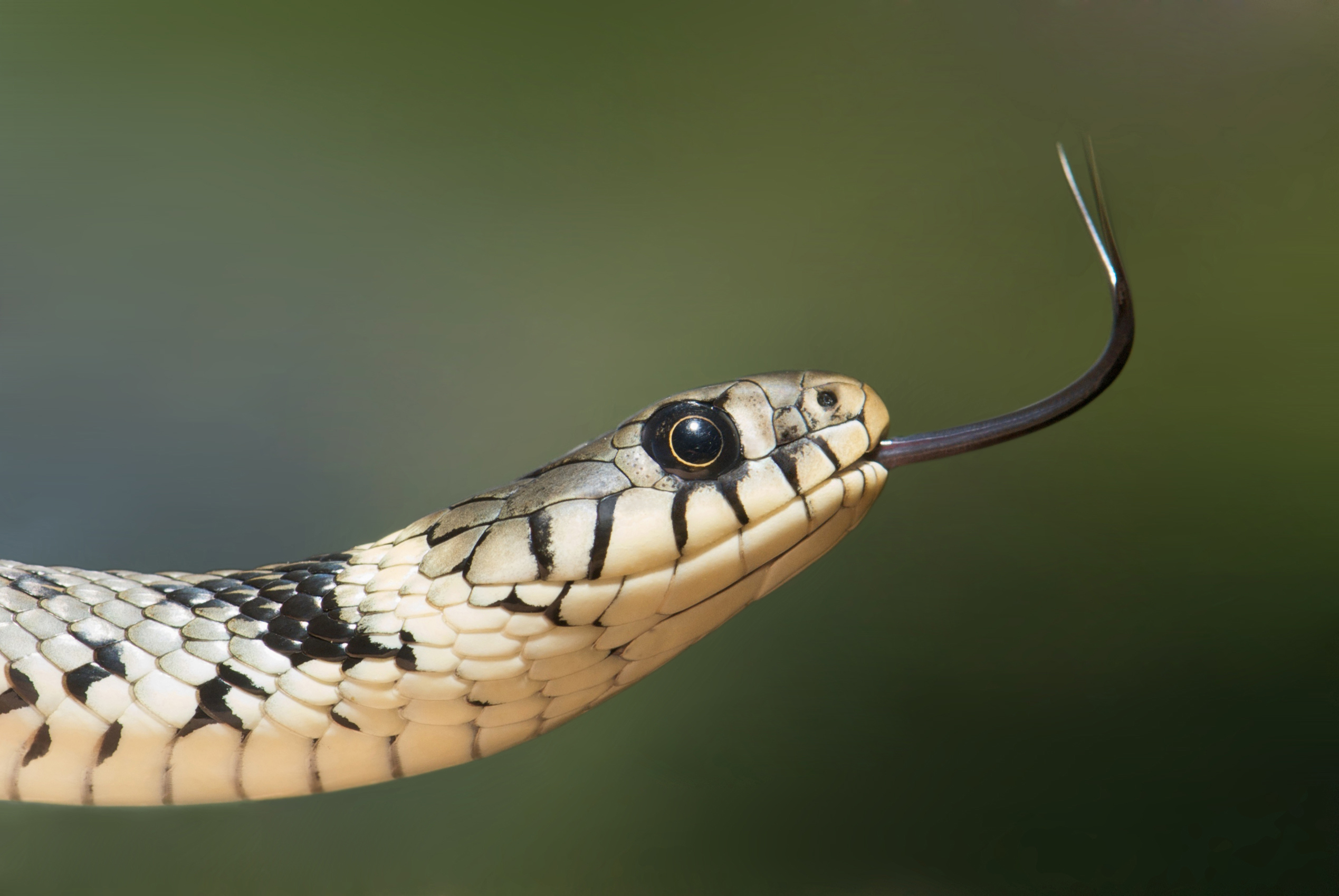
Обыкновенный уж
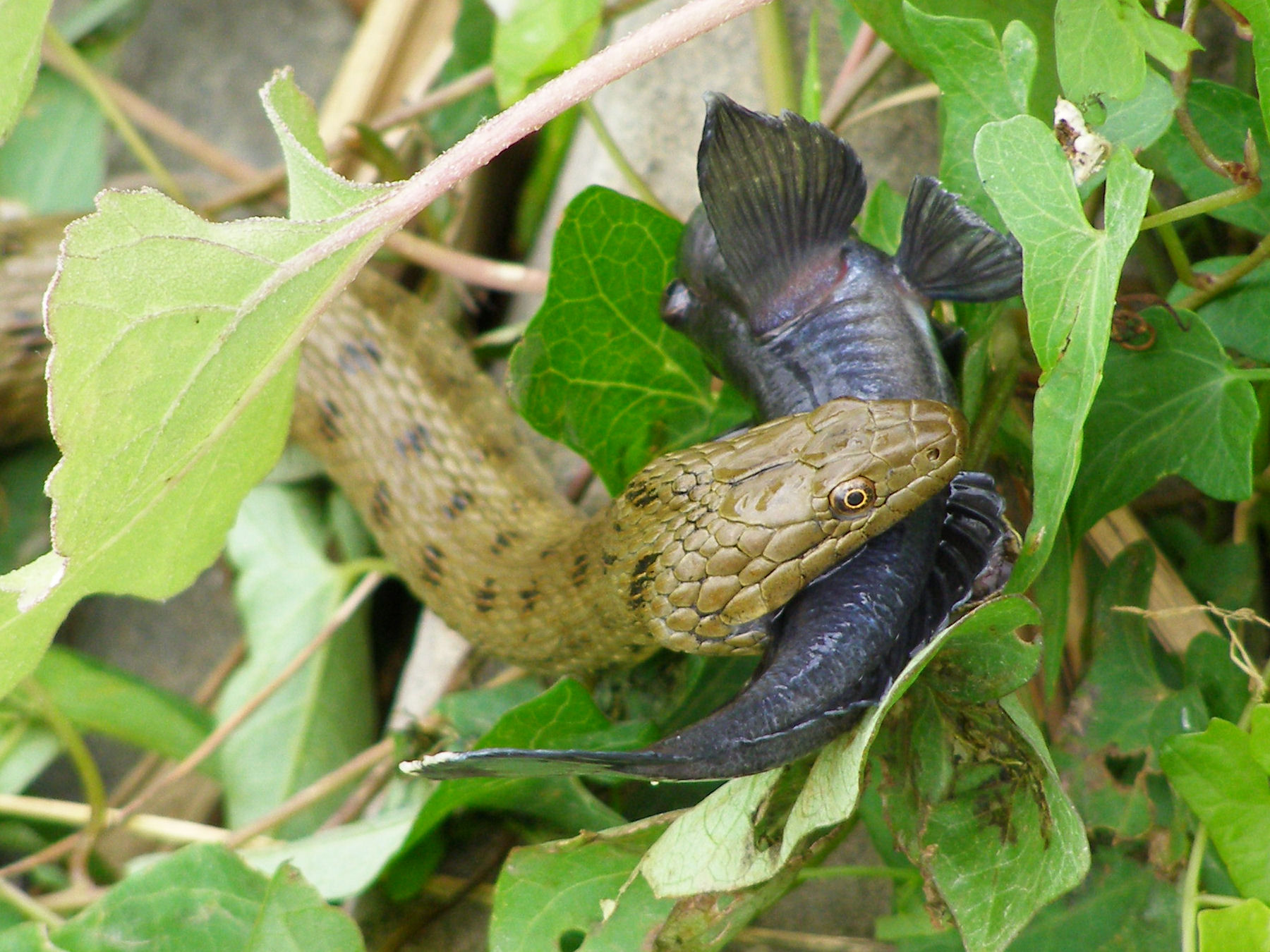
Водяной уж
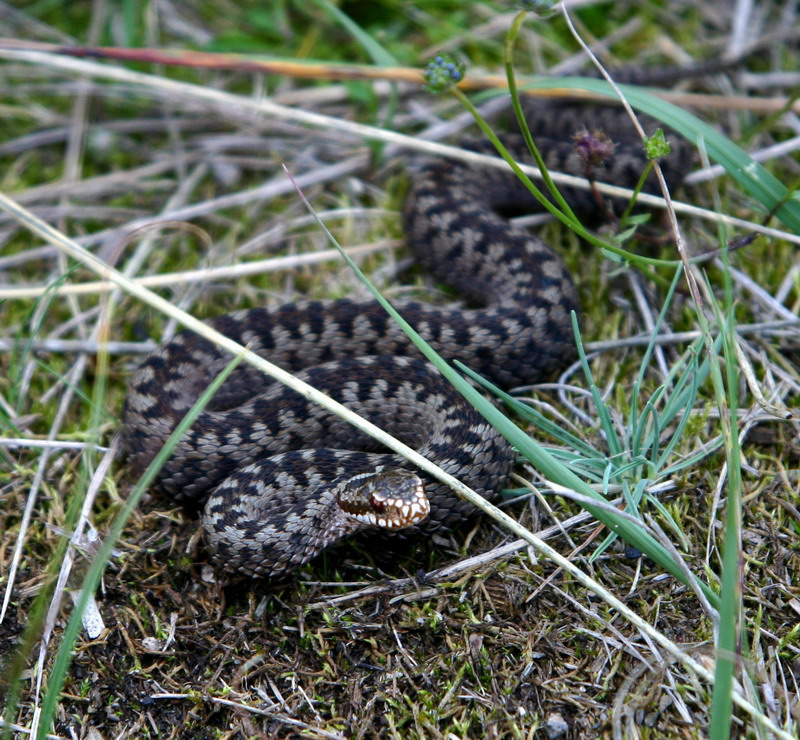
Обыкновенная гадюка